# Estación Chico da Silva
Chico da Silva es la estación central del Metro de Fortaleza, punto de integración de las líneas Oeste, Este y Sur, creando la centralización de todo el metro.

## Historia
La estación Chico da Silva fue inaugurada el 18 de julio de 2013 junto con la estación Jose de Alencar por la presidenta Dilma Rousseff. El 11 de enero de 2014 la antigua estación João Felipe fue desactivada y todas sus actividades fueron pasadas a la nueva estación. El 12 de enero de 2014 comenzó la construcción de la segunda etapa de la estación: La plataforma de la Línea Este, integrando la línea con las otras ya existentes en el lugar. Actualmente la estación esta en fase de pruebas, funcionando gratuitamente y con horario reducido.

## Características
La estación central Chico da Silva tiene como objetivo crear la centralización de todo el metro permitiendo la integración con las líneas Oeste, Este y Sur. La estación servirá también como integración intermodal de transporte, permitiendo la integración del sistema de metro con otros modos de transporte existentes en la región del centro histórico de Fortaleza, lugar en el cual la estación se localiza.

## Tabla de Líneas
| Línea      | Terminales                                  | Estaciones | Principales destinos                                                                                             | Duración de los viajes (min) | Intervalo entre trenes (min) | Funcionamiento                                                             |
| ---------- | ------------------------------------------- | ---------- | --- | ---------------------------- | ---------------------------- | -------------------------------------------------------------------------- |
| Sul Sur    | Central-Chico da Silva ↔ Carlitos Benevides | 20         | Jose de Alencar, São Benedito, Benfica, Porangabussu, Couto Fernandes, Parangaba, Maracanaú, Carlitos Benevides. | 35                           | 15                           | En fase de pruebas. de lunes a viernes de 8 a 12.                          |
| Leste Este | Central-Chico da Silva ↔ Edson Queiroz      | 11         | Sé, Colegio Militar, Nunes Valente, H.G.F, Centro de Eventos, Ciudad 2000, Edson Queiroz                         |                              |                              | En construcción.                                                           |
| Oeste      | Central-Chico da Silva ↔ Caucaia            | 15         | Tirol,Francisco Sá, Floresta, Parque Andrade, Antonio Bezerra, Conjunto Ceará, Jurema, Araturi.                  |                              | 30-60                        | En funcionamiento, como sistema ferroviario. De lunes a viernes de 5 a 19. |

- Datos: Q17854293
- Multimedia: Central - Chico da Silva (Fortaleza Metro) / Q17854293